# Pierre Samuel du Pont de Nemours

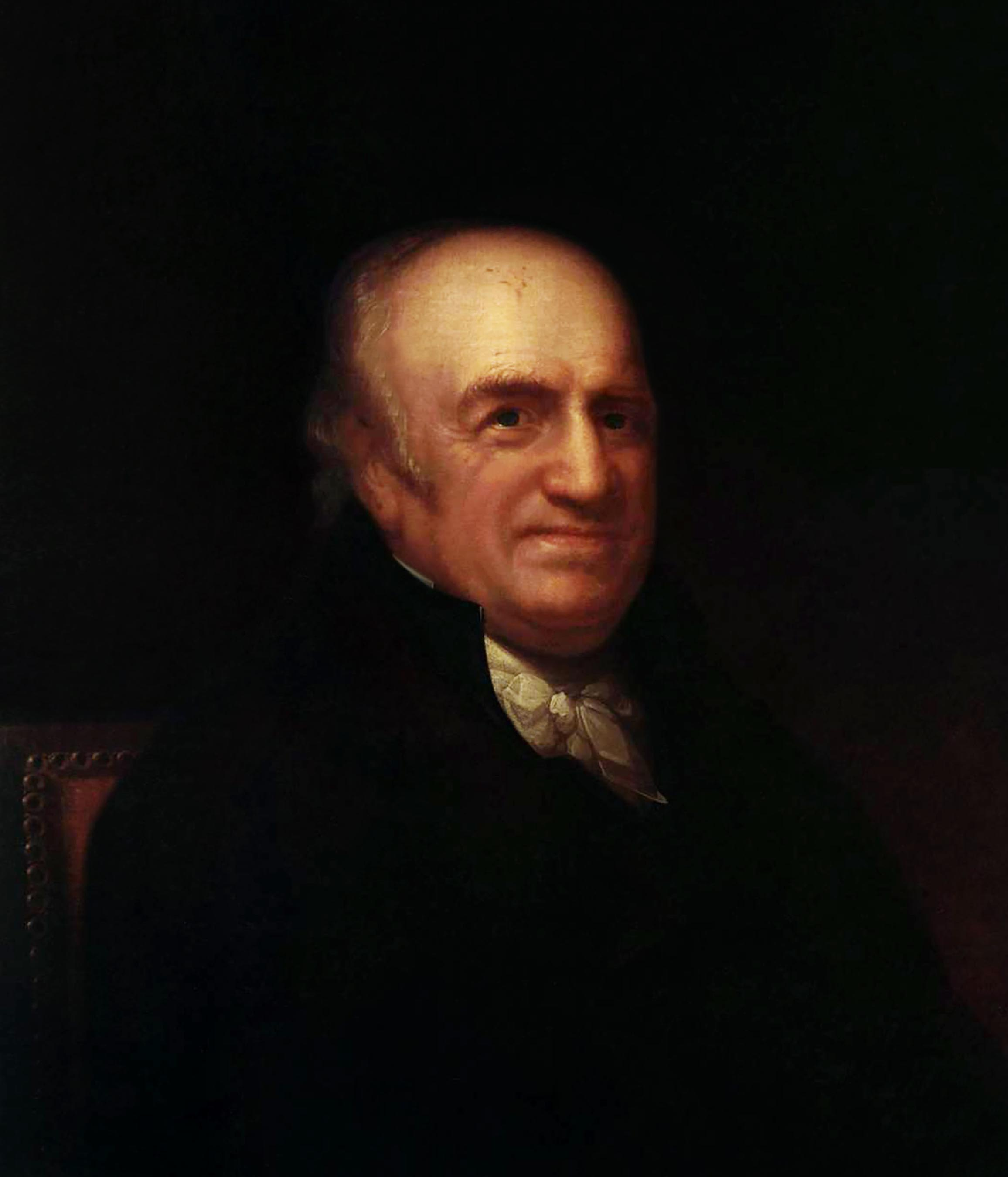
Pierre Samuel du Pont de Nemours.

Pierre Samuel du Pont de Nemours (París, 14 de diciembre de 1739 - Eleutherian Mills, Estados Unidos, 7 de agosto de 1817) fue un empresario y economista francés.

## Biografía
Muy relacionado con François Quesnay, elaboraron conjuntamente varias obras, entre las que hay que destacar La Fisiocracia (1768). Sustituyó oficialmente al abad Nicolas Baudeau en la dirección de las Efemérides del ciudadano en 1769.
Trabó amistad con Turgot, quien le llamó durante su época de ministro de finanzas, y compartió con él su caída en desgracia en ese ministerio, aunque luego fue llamado de nuevo por Vergennes, y fue uno de los redactores del Tratado de Versalles de 1783, que acabó con la guerra de independencia de los Estados Unidos. 
Allí conocerá a Thomas Jefferson, quien le ayudará en su traslado a los Estados Unidos. Para agradecerle la labor prestada, el rey Luis XVI de Francia le concedió una patente de nobleza y le permitió añadir de Nemours a su apellido original du Pont. 
Diputado en 1789 en los Estados Generales por el distrito de Nemours, fue primero partidario de la Revolución francesa, y ejerció en 1790 de presidente de la Asamblea Nacional Constituyente. Votó a favor de las más importantes reformas, pero tuvo que sufrir las iras del pueblo al mostrarse contrario a la creación de los assignats y de haber manifestado su apoyo al rey. 
Junto a su hijo Éleuthère Irénée se cuenta entre los que defendieron físicamente a Luis XVI y a María Antonieta de las turbas que asaltaban el Palacio de las Tullerías de París durante las revueltas del 10 de agosto de 1792. Fue condenado a la guillotina durante el Terror pero al no haberse producido su ejecución cuando cae Robespierre el 9 de termidor, fue liberado. Se casó con Françoise Robin el 5 Vendimiario del año IV (27 de septiembre de 1795).
Después de que su casa fuera saqueada en el año V (1797) durante los acontecimientos del 18 Fructidor, él y su familia se exiliaron a los Estados Unidos en el año VII (1799). 
Pierre du Pont de Nemours mantuvo fuertes vínculos con la industria y el gobierno de los Estados Unidos, en especial con Thomas Jefferson. A su regreso a Francia en la época del Directorio, formó parte del Consejo de los Quinientos. En 1802, se dedicó a la diplomacia entre Francia y los Estados Unidos, durante el reinado de Napoleón. 
Es uno de los responsables de la compra de Luisiana por los Estados Unidos en 1803, con un compromiso que quería evitar conflictos entre las poblaciones francesa y americanas que residían en el territorio, pero que sirvió fundamentalmente para volver a proporcionar a Napoleón medios para reconstruir una flota capaz de luchar contra Inglaterra en Europa. En 1814 fue nombrado secretario del gobierno provisional. Al ser partidario del exilio de Napoleón en la isla de Elba en 1814, tiene que volver a exiliarse a los Estados Unidos durante el Imperio de los Cien Días, por el regreso de Napoleón.
Redactó durante algún tiempo el Diario de agricultura. Había sido miembro del Instituto de Francia desde su fundación.
Su hijo, Éleuthère Irénée, fundó una fábrica de pólvora que ha acabado convirtiéndose en una de las mayores empresas del mundo: E. I. du Pont de Nemours and Company.

## Publicaciones
Dupont de Nemours ha dejado una gran cantidad de obras sobre economía, política, fisiología, historia natural y física general (La fisiocracia, La filosofía del bienestar, Memorias sobre los animales), una traducción en verso del Orlando furioso e interesantes memorias sobre Turgot. 
- Datos: Q573712
- Multimedia: Pierre Samuel du Pont de Nemours / Q573712